# Syndrome de Weill-Marchesani
 Mise en garde médicale
Le syndrome de Weill-Marchesani est une maladie génétique rare caractérisée par une petite taille, une tête inhabituellement courte et large (brachycéphalie), ainsi que diverses anomalies faciales. Il y a également des malformations au niveau des mains, dont les doigts sont inhabituellement courts (brachydactylie) et des anomalies oculaires. La personne développe aussi des difficultés pour se déplacer. Le nom de ce syndrome vient des ophtalmologistes Georges Weill (1866-1952) et Oswald Marchesani (1900-1952) qui l'ont décrit pour la première fois respectivement en 1932 et en 1939.
Les troubles oculaires incluent souvent le fait que les cristallins soient inhabituellement petits et ronds (microsphérophakie) et susceptibles de se disloquer (ectopie du cristallin), ainsi que d'autres anomalies oculaires. En raison de ces troubles, les individus touchés peuvent manifester divers degrés de déficience visuelle, allant de la myopie à la cécité. Le syndrome de Weill-Marchesani peut avoir une transmission autosomique récessive impliquant le gène ADAMTS10 ou une transmission autosomique dominante impliquant le gène FBN1. Dans certains cas, aucun lien n'est établi avec l’un ou l’autre de ces gènes.

## Diagnostic

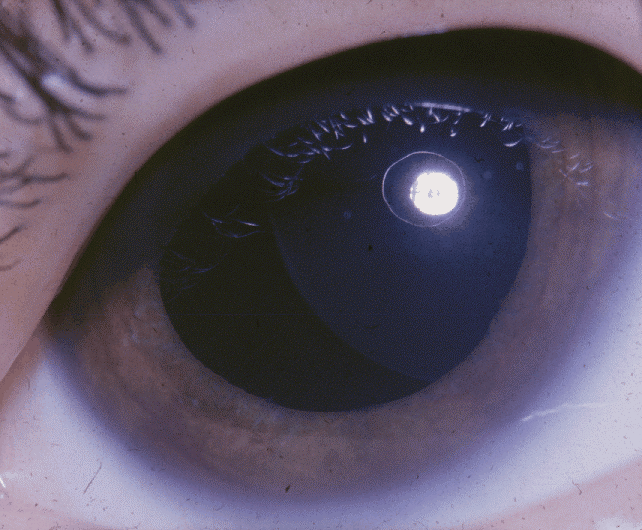
Luxation du cristallin causée par le syndrome de Weill-Marchesani.

Pour établir le diagnostic, il faut que le médecin constate plusieurs signes cliniques. Néanmoins, Il n’existe pas de tests spécifiques pour confirmer le diagnostic du syndrome de Weill-Marchesani. L’exploration des antécédents familiaux ou l’examen d’autres membres de la famille peut s’avérer nécessaire pour confirmer ce diagnostic.
Lors du diagnostic, il y a deux examens :
- un examen physique : analyse de la stature, de la morphologie des mains et des doigts et de la flexibilité des articulations afin de constater ou non des raideurs.
- un examen ophtalmologique : identification d'anomalies au niveau du cristallin, de la myopie et d'autres symptômes oculaires.

## Traitement
Il a été prouvé que la chirurgie de l'œil est bénéfique aux personnes souffrant de troubles oculaires, telles que certaines formes de glaucome. Des médicaments peuvent être prescrit afin de soulager certaines douleurs, dont celles liées aux articulations.
Pour corriger les problèmes de vision, le patient peut être amené à porter des lunettes ou des lentilles de contact pour remédier à la myopie.
Dans certains cas, la chirurgie peut être nécessaire afin de pratiquer l'ablation ou le repositionnement du cristallin en cas de microsphérophakie ou d'ectopie du cristallin. Dans les cas les plus graves liés aux raideurs des articulations, une intervention chirurgicale peut s'avérer nécessaire pour améliorer la mobilité.

## Pronostic
Toutefois, le suivi médical à long terme du glaucome ne s’est pas avérée efficace chez les patients atteints du syndrome de Weill-Marchesani.
Les médecins prescrivent souvent la physiothérapie et les traitements orthopédiques pour les problèmes de mobilité associés à ce trouble du tissu conjonctif. Cependant, il n'existe pas de traitement pour cette affection et généralement, les soins sont administrés afin d'améliorer la qualité de vie.

## Sources